# Rebecca Parkes
Rebecca Grace Parkes (* 16. August 1994 in Hamilton, Neuseeland) ist eine ungarische Wasserballspielerin. Sie war Olympiadritte 2021, Weltmeisterschaftszweite 2022 und 2024 sowie Europameisterschaftsdritte 2020.

## Karriere
Rebecca Parkes wuchs in Neuseeland auf und spielte dort bis zu ihrer Collegezeit. 2014 ging sie als Profi nach Eger in Ungarn. 2016 nahm die 1,82 Meter große Centerspielerin die ungarische Staatsangehörigkeit an.
Rebecca Parkes spielte von 2014 bis 2017 bei Egri VK und von 2017 bis 2021 bei UVSE. Mit UVSE gewann sie drei ungarische Meistertitel. Nach einer Saison bei Ethnikos Piräus in Griechenland kehrte sie 2022 zurück zu Egri VK.
Bei der Universiade 2017 in Taipeh belegte Parkes mit der ungarischen Studentinnen-Auswahl den zweiten Platz hinter der Mannschaft aus den Vereinigten Staaten. Bereits einen Monat vor der Universiade nahm Parkes mit der ungarischen Nationalmannschaft an der Weltmeisterschaft in Budapest teil, die Ungarinnen belegten den fünften Platz. 2018 bei der Europameisterschaft in Barcelona verloren die Ungarinnen im Halbfinale gegen die Niederländerinnen mit 7:8. Im Spiel um die Bronzemedaille unterlagen sie den Spanierinnen mit 6:12. Parkes erzielte 13 Turniertore, davon eins im Halbfinale. Im Jahr darauf bei der Weltmeisterschaft 2019 in Gwangju verloren die Ungarinnen nach einer Halbfinalniederlage gegen die Spanierinnen das Spiel um den dritten Platz mit 9:10 gegen Australien. Im Januar 2020 fand die Europameisterschaft in Budapest statt. Wieder unterlagen die Ungarinnen im Halbfinale den Spanierinnen, im Spiel um den dritten Platz besiegten sie die Niederländerinnen mit 10:8. Bei den 2021 ausgetragenen Olympischen Spielen in Tokio besiegten die Ungarinnen im Viertelfinale die Niederländerinnen und unterlagen dann im Halbfinale den Spanierinnen. Das Spiel um Bronze gewannen die Ungarinnen mit 11:9 gegen die Russinnen. Parkes warf zehn Turniertore, davon sechs im Vorrundenspiel gegen Japan. Es war die erste olympische Medaille für die ungarischen Wasserballspielerinnen, ihre männlichen Kollegen sind mit neun Olympiasiegen die erfolgreichste Wasserballmannschaft.
Bei der Weltmeisterschaft 2022 in Budapest bezwangen die Ungarinnen im Halbfinale die Niederländerinnen mit 13:12. Im Endspiel unterlagen sie der Mannschaft aus den Vereinigten Staaten mit 7:9. Zwei Monate später bei der Europameisterschaft in Split verloren die Ungarinnen im Viertelfinale mit 11:15 gegen die Spanierinnen. In den Platzierungsspielen erreichten sie den fünften Rang. Auch bei der Weltmeisterschaft 2023 unterlagen die Ungarinnen im Viertelfinale den Spanierinnen. Im Spiel um den fünften Platz unterlagen die Ungarinnen der Mannschaft aus den Vereinigten Staaten. Im Januar 2024 bei der Europameisterschaft in Eindhoven belegten die Ungarinnen den fünften Platz. Parkes erzielte einen Treffer im Spiel um den fünften Platz. Einen Monat später bei der Weltmeisterschaft in Doha siegten die Ungarinnen im Viertelfinale gegen die Niederländerinnen und im Halbfinale gegen die Griechinnen jeweils im Shootout. Im Endspiel unterlagen sie der Mannschaft aus den Vereinigten Staaten mit 7:8. Parkes erzielte im Finale ein Tor. Am 6. August 2024 verloren die Ungarinnen im Viertelfinale der Olympischen Spiele in Paris mit 4:5 gegen das US-Team. In den Platzierungsspielen wurden die Ungarinnen Fünfte nach Penaltyschießen gegen die Italienerinnen.